# Церква Покрови Пресвятої Богородиці (Гатне)
Свято-Покровська церква — духовна пам'ятка, що розташована в селі Гатне Києво-Святошинського району Київської області. Офіційного пам'яткоохоронного статусу не має.

## Історія храму
У селі Гатне існував скит київського Пустинно-Миколаївського монастиря. 

Церква на мапі села

На початку ХХ століття у селі одночасно почалося будівництво двох храмів — монастирської церкви Св. Миколая Чудотворця та парафіяльного Покрови Пресвятої Богородиці.
22 травня 1904 року монастирську церкву Св. Миколая Чудотворця було освячено. У підвалі храму було облаштовано  трапезну для ченців скиту та прочан, що йшли повз село до святинь Києво-Печерської Лаври.
14 жовтня 1906 року було освячено парафіяльну церкву Покрови Пресвятої Богородиці. Поряд височіла триярусна 20-метрова дзвіниця. 
У 1930-х роках було знищено обидві церковні громади - посилювались податки, переслідувались священики. 1938 року було знищено чудову Покровську церкву разом із величною дзвіницею.
Щодо Миколаївської церкви, то після завкритя  будівля багато десятиліть використовувалася не за призначенням — тут були і школа, і сільська рада, і клуб.
Лише на початку 1990-х років частину церкви повернули громаді. Громаду було зареєстрвовано як Покрови Пресвятої Богородиці, тож храм було освячено як Покровський.
Спочатку у іншій частині будівлі продовждував існувати клуб, але з часом будівлю повністю передали громаді. Замість зруйнованої більшовиками, було збудовано нову 2-ярусну дзвіницю.
Більш як двадцять років постійним настоятелем храму є протоієрей Назарій (Капран).
Сьогодні колишня церква Миколая Чудотворця, а теперішня Покрови Пресвятої Богородиці є важливим духовним осередком Гатного.
Клірові відомості, метричні книги, сповідні розписи церкви Покрова Пресвятої Богородиці с. Гатне (приписні с.* Віта Поштова, хут. Чабани) Київської сот. і п., з 1781 р. Київського пов. і нам., з 1797 р. Гвоздівської (Хотівської) волості Київського пов. і губ. зберігаються в ЦДІАК України. http://cdiak.archives.gov.ua/baza_geog_pok/church/hatn_002.xml

## Галерея

Іконостас церкви (з 06.04.2023	 УКРАЇНСЬКОЇ ПРАВОСЛАВНОЇ ЦЕРКВИ)
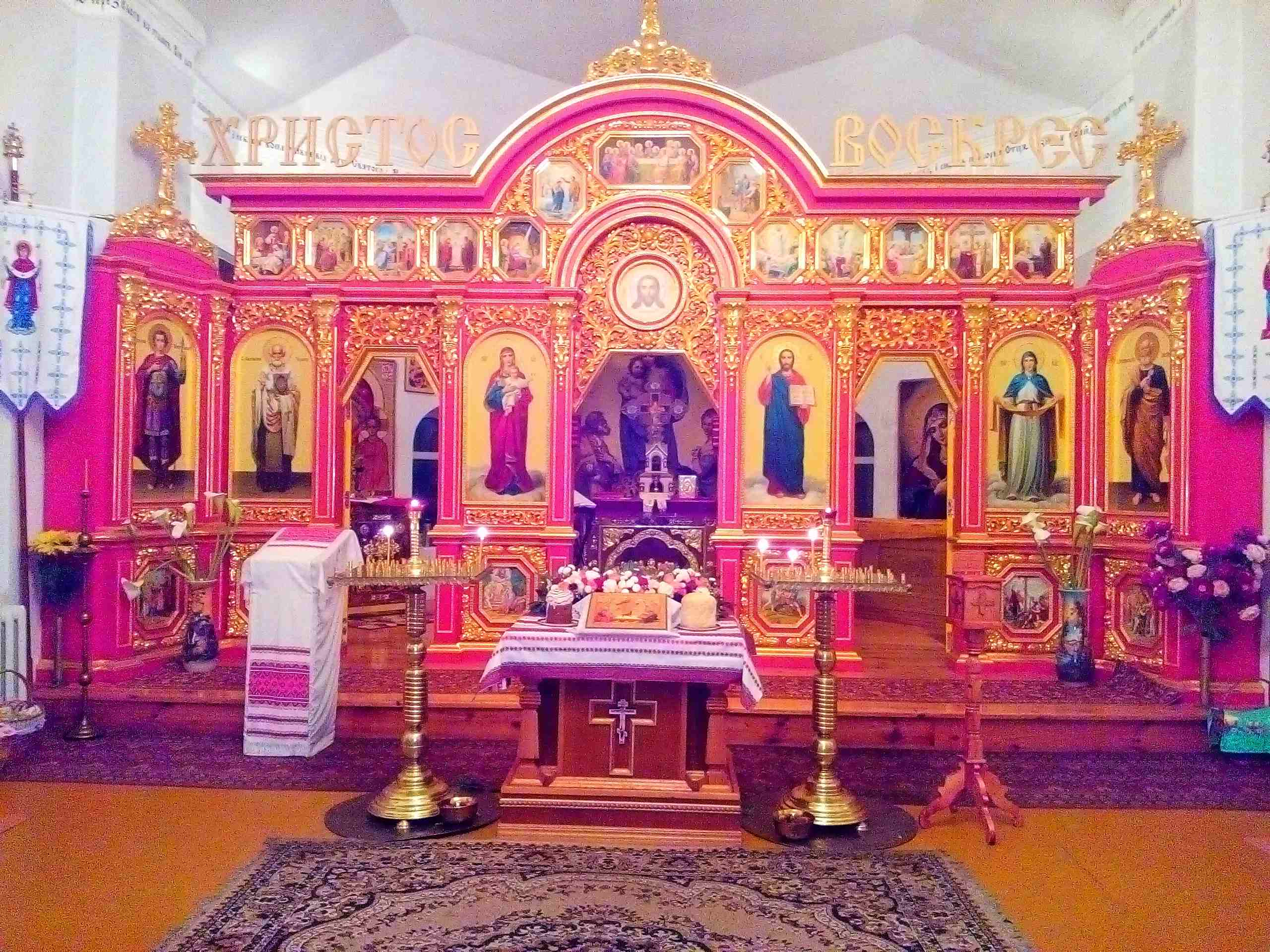
Богослужіння у Великодню ніч
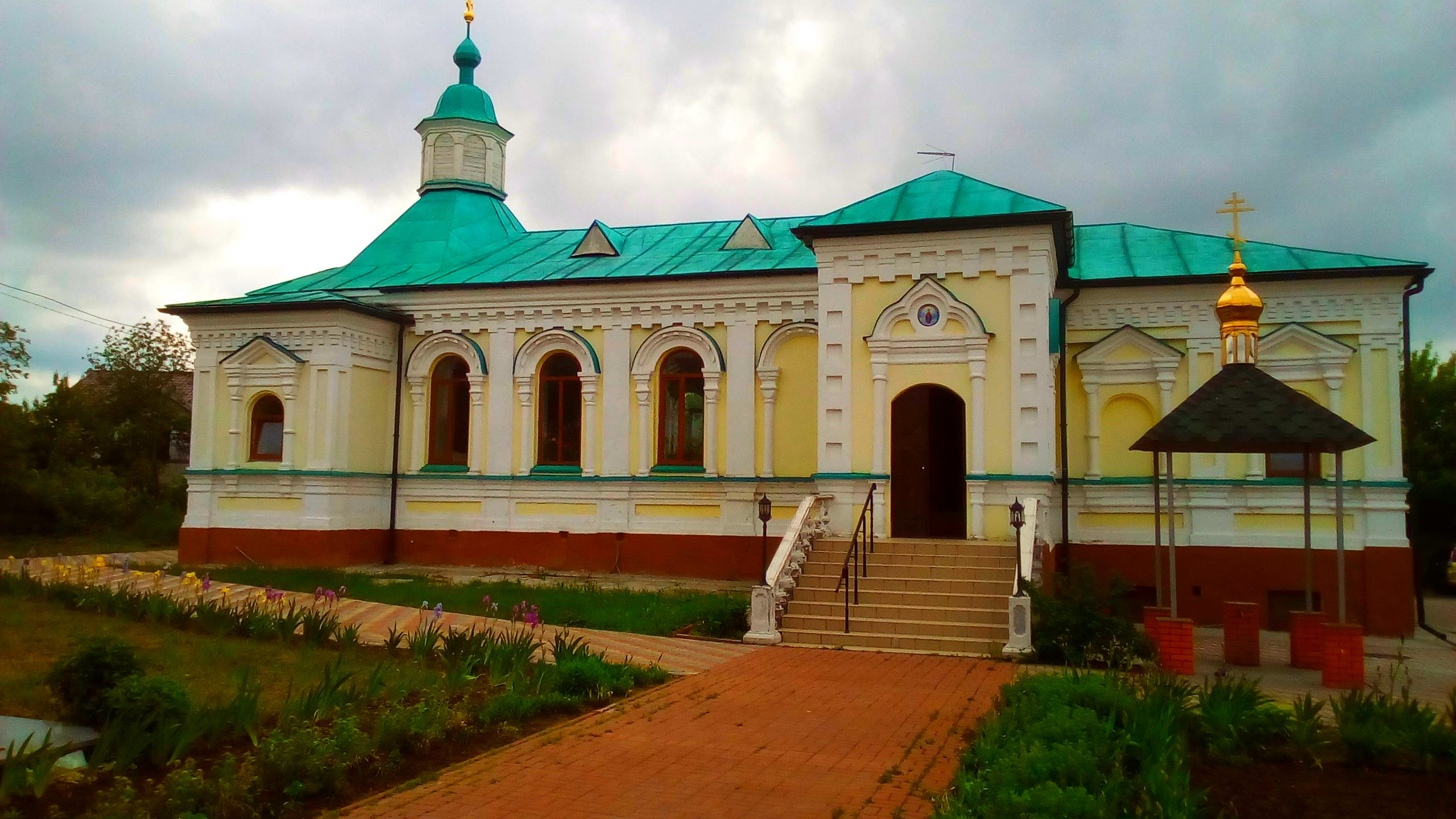
Оздоблення церкви на 2018 рік
Пам'ятник на братській могилі загиблим червоноармійцям і односельцям у 1941-1943 р.р. на території церкви

## Відео
Церква Покрови Пресвятої Богородиці - відео на Ютуб: https://www.youtube.com/watch?v=Iv0tbzqpZOg